# Megan Romano
Megan Romano (Estados Unidos, 2 de febrero de 1991) es una nadadora estadounidense especializada en pruebas de estilo libre, donde consiguió ser campeona mundial en 2013 en los 4 x 100 metros estilos.

## Carrera deportiva
En el Campeonato Mundial de Natación de 2013 celebrado en Barcelona ganó la medalla de oro en los relevos de 4 x 100 metros estilos, nadando el largo de estilo libre, con un tiempo de 3:53.23 segundos, por delante de Australia y Rusia (bronce con 3:56.47 segundos). Y también ganó otro oro en los relevos de 4 x 100 metros estilo libre, en esta ocasión quedaron por delante de Australia y Países Bajos (bronce).